# オースチン・マキシ
マキシ（Maxi ）はイギリスの自動車メーカー・ブリティッシュ・レイランド(BLMC・1975年に国営化されて以降はBL)のオースチン部門が1969年から1981年まで生産した5ドア・ハッチバック、前輪駆動の乗用車である。

## 概要
設計コードネームは「ADO14」で、1967年にBLMCが発足する以前のBMC時代に設計がスタートし、アレック・イシゴニスが設計を指揮した最後のモデルである。当初は「オースチン・1500」として売り出される予定で、ノッチバックの「モーリス・1500」も生産されることになっていたが、BLMCの新経営陣はモーリス版については後輪駆動の「マリーナ」を別途開発することを決定した。また、BLMC会長のロード・ストークスは発売開始から10年を経過した同社のロングセラー・「ミニ」の成功にあやかろうと、オースチン版の名称をその対義語である「マキシ」とした。
1969年4月24日に発表されたマキシは、1965年に登場したルノー・16の影響が感じられる5ドアハッチバックで、室内は広く、リアシートは折り畳めるだけではなく、リクライニングしてフロントシートとつないでベッドにすることも可能だった。また、5速ギアボックスが標準装備され、「5ドア・5速・5人乗り」をアピールし、高級車のジャガー・XJ6を除くとBLMC発足後最初の新型車となることもあって、華々しく売り出された。エンジンは同社のEシリーズ1485ccで、アンダーパワーとの世評に対応して、1970年には1750cc版、1972年にはそのツインキャブ版「HL」が追加された。
マキシには、売り物の5速ギアボックスのシフトリンケージ不良、エンジンとギアボックスを共通のオイルで潤滑するイシゴニス式レイアウトの弱点である潤滑不良、クラッチオイルの漏れなどの問題が多発、徐々に改善されてはいったものの評判を大きく落とした。ボディデザインもコスト削減のため、1800までのようにピニンファリーナが起用されず、ドアパネルを1800と共用させられるなどの制約を受け、新型車らしいインパクトに欠けていた。初期モデルの内外装もシンプルに過ぎた。これらの理由からマキシは、発売当初の期待を下回る販売成績に終始することになった。
モデル末期の1980年8月には小変更が加えられ「マキシ2」に発展したが、1981年末をもって生産中止となった。実質的な後継車は1983年登場のマエストロである。

### 変遷
- 1969年4月24日: 「マキシ1500」登場。1485cc74馬力。前後関連式「ハイドロラスティック」サスペンション。
- 1970年型: フロントグリル中央のバッジ、サイドモール追加、ギアチェンジをケーブル式からロッド式に変更。遮音性の向上、ダッシュボードに艶のある木目パネルを追加、ステアリングホイール小径化。1748cc84馬力の「マキシ・1750」追加
- 1971年型: 発電機をダイナモからオルタネーターに変更。木目パネルの艶消し化。1750のフロントグリルのバッジが金/黄色のチェック模様に変更
- 1972年型: 「マキシ1750HL」を追加。SU・HS6型ツインキャブを装着し最高出力91馬力/5250rpmとし、165SR13サイズのラジアルタイヤ、黒に上下2本のストライプが入った専用フロントグリル、フロントバンパーのオーバーライダー、電動式ウィンドーウォッシャー、革巻3スポークステアリングホイールなどの専用内外装を持つトップモデル。
- 1973年型: ハザードランプの追加。ボディ製作工程省力化のための構造変更。
- 1974年型: 4速自動変速機が1750のオプションとなる。
- 1975年型: 燃料タンク大型化によりリアシート折り畳み機構を変更。シガーライターと後窓熱線プリントの全車種標準化。
- 1976年型: 輸出用左ハンドル車が、ツインキャブとステアリングホイール以外全て「1750HL」に準じたスペックとなった。
- 1977年型: 「オースチン」ブランドが外され、「レイランド・マキシ」となり、テールゲートのバッジが変更された。全車種のブレーキが二系統化される。
- 1978年型: サスペンションが新しい「ハイドラガス」システムに変更。電動式ウィンドーウォッシャーが全車種に標準化。1750HLのステアリングホイールとダッシュボードが他グレードと共通化。
- 1979年5月: 「1750HLS」が追加。ツインキャブエンジンとウォルナット貼りダッシュボードを持つ最上級モデル。従来のHLはシングルキャブエンジンに格下げされ、4速オートマチック版も登場。ダッシュボードやスイッチ類変更。全車種ファブリックシートとリアフォグライトが全車種に標準化。
- 1979年12月: 1500モデル生産中止。
- 1980年8月:「マキシ2」登場。グレードは「1750L]「1750HL」「1750HLS」の3種。ウィンカーと後退灯を組み込んだ新しい前後バンパー、サイドモール、ホイールカバーが外観上の特徴。Lは従来の標準型に変わるものでLM/MWラジオ、ドアポケット、ナイロン地のドアトリム、合わせガラス、ベニア貼りダッシュボードが新たに装備された。1750HLには間歇式ワイパー、ヴェロア張りのシート、着色ガラスが追加装備され、防音材も追加された。HLSのダッシュボードのウォルナット材はグレードアップされた。
- 1981年型: バンパーがクロームから艶消し黒に材質変更
- 1981年8月:　生産中止。生産ラインは「トライアンフ・アクレイム」のために明け渡された。最後のマキシはシャンパン色の「L」で、「Gaydon Motor Heritage Centre」に保存されている。

### 日本への輸入
1969年に一台だけ、当時のディーラーであるキャピタル企業によってサンプル輸入されたが、正式発売には至らなかった。